# Bois d'Acren (hameau)
Pour les articles homonymes, voir Bois d'Acren (homonymie).
Bois d'Acren, en néerlandais Akrenbos, est un hameau de la commune de Biévène dans la province belge du Brabant flamand. 

## Histoire
En 1963, lorsque la frontière linguistique a été établie, le hameau du bois d'Acren a été transféré de la commune de Deux-Acren à la commune flamande de Biévène, ce qui a également permis de localiser 17,5 hectares du Bois d'Acren proprement dit en Flandre.

## Réserve naturelle
- Bois d'Acren